# Communauté de communes des Trois Rivières (Calvados)
Die Communauté de communes des Trois Rivières ist ein ehemaliger französischer Gemeindeverband mit der Rechtsform einer Communauté de communes im Département Calvados in der Region Normandie. Sie wurde am 1. Juli 2002 gegründet und umfasste 14 Gemeinden. Der Verwaltungssitz befand sich im Ort Saint-Pierre-sur-Dives.

## Historische Entwicklung
Mit Wirkung vom 1. Januar 2017 fusionierte der Gemeindeverband mit
- Lintercom Lisieux-Pays d’Auge-Normandie,
- Communauté de communes du Pays de l’Orbiquet,
- Communauté de communes du Pays de Livarot sowie
- Communauté de communes de la Vallée d’Auge

und bildete so die Nachfolgeorganisation Communauté d’agglomération Lisieux Normandie. Gleichzeitig wurden die Commune nouvelle Saint-Pierre-en-Auge gebildet und damit die Anzahl der selbstständigen bleibenden Gemeinden gegen Null reduziert. Die Gemeinde Vendeuvre schloss sich der Communauté de communes du Pays de Falaise an.

## Ehemalige Mitgliedsgemeinden
1. Boissey
2. Bretteville-sur-Dives
3. Hiéville
4. Mittois
5. Montviette
6. L’Oudon
7. Ouville-la-Bien-Tournée
8. Saint-Georges-en-Auge
9. Sainte-Marguerite-de-Viette
10. Saint-Pierre-sur-Dives
11. Thiéville
12. Vaudeloges
13. Vendeuvre
14. Vieux-Pont-en-Auge